# Rising Thunder
Rising Thunder è un videogioco picchiaduro a incontri tra robot, free-to-play per Windows, sviluppato dalla Radiant Entertainment, ma mai portato da questa alla pubblicazione definitiva. In origine pubblicato in versione alfa nel 2015 e sviluppato fino a marzo 2016, quando la Radiant Entertainment è stata acquistata dalla Riot Games, il gioco ha avuto una versione open source, chiamata Community Edition, pubblicata il mese di gennaio 2018.

## Trama
Il gioco è ambientato in un futuro lontano dove i robot si combattono per la supremazia.

## Modalità di gioco
Al contrario di molti picchiaduro 2D, i quali usano comandi movimento e carica, il Rising Thunder originale utilizzava controlli semplificati, in modo da rendersi più accessibile e comunque profondo e bilanciato. In totale vi erano otto tasti, consistenti in tre normali, tre speciali, un Overdrive/Super e un lancio; inoltre, ogni personaggio aveva uno stile di lotta e un livello di difficoltà.
Le attuali modalità di gioco sono allenamento, incontro classificato e incontro personalizzato. Il gioco utilizza il GGPO3 come codice programmativo, in modo che gli incontri siano privi di lag. Inoltre, il gioco supporta sia controller nativi (per esempio quelli di Xbox 360 e One) che joystick arcade compatibili per PC. Nel gioco si usa anche un sistema di classifiche ELO per determinare il livello di abilità e possiede un sistema a livelli per Tier delle classifiche. Il sistema matchmaking mette in comune tre fattori per il giocatore, ovvero abilità, località e tempo trascorso nel server, permettendo ai giocatori di competere in incontri meglio equilibrati e più emozionanti.

## Personaggi giocabili
- Dauntless: pilotata da Samantha "Sam" Cooper, questo robot si concentra su movimenti rapidi ma potenti, con precisione, esattamente come nel pugilato. Difficoltà Facile.
- Chel: pilotata da Ana Itza, è un personaggio specializzato nello colpire con proiettili (anche in aria) e con attacchi normali rapidi. Possiede un estremo controllo di spazio e pazienza, il che le permette di tenere il nemico sempre dove vuole lei. Difficoltà Facile.
- Vlad: pilotato da Zib, un cane intelligente, possiede varie opzioni d'attacco, tra cui missili e un gancio invincibile. Il suo vero punto forte, però, è la sua superiorità aerea, in quanto usa il suo jetpack che gli permette temporaneamente di volare e fluttuare in aria, dandogli così numerose occasioni per combo aeree. Difficoltà Media.
- Edge: pilotato da Sun Li, combatte in modo rapido e utilizzando una spada al plasma verde. Possiede attacchi invincibili in grado di neutralizzare le difese degli avversari, il che lo specializza negli scontri ravvicinati. Difficoltà Difficile.
- Crow: pilotato da Min Choi, è un personaggio che combatte con uno stile trickster, in quanto egli attacca da angoli imprevedibili, soprattutto grazie a dischi rasoi e anche un dispositivo d'invisibilità, il che lo rende difficile da mettere al tappeto. Difficoltà Difficile.
- Talos: pilotato da Xander Baccus, è un imponente golem robotico che combina il wrestling greco-romano con i suoi magneti, capaci di afferrare da lontano i suoi avversari anche in aria. Difficoltà Media.

## Promozione
Il 9 settembre 2015 si è svolto a San Francisco il primo torneo di Rising Thunder. Il torneo inaugurale ShowDown è stato vinto da Ryan "Filipino Champ" Ramirez, già campione di Ultimate Marvel vs. Capcom 3 nell'EVO 2012, utilizzando Chel.

## Accoglienza
Il gioco è stato nominato ai Game Awards 2015 come Miglior Picchiaduro, premio vinto da Mortal Kombat X.